# Lijst van planetoïden 104801-104900
Dit is een lijst van planetoïden 104801-104900 in volgorde van catalogusnummer van het Minor Planet Center. Voor de volledige lijst zie de lijst van planetoïden.
| Naam               | Voorlopige naamgeving | Datum ontdekking | Locatie ontdekking | Ontdekker  |
| ------------------ | --------------------- | ---------------- | ------------------ | ---------- |
| 104801 -           | 2000 HL42             | 29 april 2000    | Socorro            | LINEAR     |
| 104802 -           | 2000 HZ42             | 29 april 2000    | Socorro            | LINEAR     |
| 104803 -           | 2000 HJ43             | 29 april 2000    | Socorro            | LINEAR     |
| 104804 -           | 2000 HN43             | 29 april 2000    | Kitt Peak          | Spacewatch |
| 104805 -           | 2000 HS43             | 29 april 2000    | Kitt Peak          | Spacewatch |
| 104806 -           | 2000 HU44             | 26 april 2000    | Anderson Mesa      | LONEOS     |
| 104807 -           | 2000 HS45             | 26 april 2000    | Anderson Mesa      | LONEOS     |
| 104808 -           | 2000 HG47             | 29 april 2000    | Socorro            | LINEAR     |
| 104809 -           | 2000 HL47             | 29 april 2000    | Socorro            | LINEAR     |
| 104810 -           | 2000 HQ47             | 29 april 2000    | Socorro            | LINEAR     |
| 104811 -           | 2000 HP48             | 29 april 2000    | Socorro            | LINEAR     |
| 104812 -           | 2000 HV48             | 29 april 2000    | Socorro            | LINEAR     |
| 104813 -           | 2000 HO49             | 29 april 2000    | Socorro            | LINEAR     |
| 104814 -           | 2000 HH50             | 29 april 2000    | Socorro            | LINEAR     |
| 104815 -           | 2000 HK50             | 29 april 2000    | Socorro            | LINEAR     |
| 104816 -           | 2000 HC51             | 29 april 2000    | Socorro            | LINEAR     |
| 104817 -           | 2000 HW51             | 29 april 2000    | Socorro            | LINEAR     |
| 104818 -           | 2000 HE52             | 29 april 2000    | Socorro            | LINEAR     |
| 104819 -           | 2000 HK54             | 29 april 2000    | Socorro            | LINEAR     |
| 104820 -           | 2000 HQ55             | 24 april 2000    | Anderson Mesa      | LONEOS     |
| 104821 -           | 2000 HR55             | 24 april 2000    | Anderson Mesa      | LONEOS     |
| 104822 -           | 2000 HS55             | 24 april 2000    | Anderson Mesa      | LONEOS     |
| 104823 -           | 2000 HK56             | 24 april 2000    | Anderson Mesa      | LONEOS     |
| 104824 -           | 2000 HP56             | 24 april 2000    | Anderson Mesa      | LONEOS     |
| 104825 -           | 2000 HJ58             | 24 april 2000    | Kitt Peak          | Spacewatch |
| 104826 -           | 2000 HM58             | 25 april 2000    | Kitt Peak          | Spacewatch |
| 104827 -           | 2000 HP59             | 25 april 2000    | Anderson Mesa      | LONEOS     |
| 104828 -           | 2000 HC60             | 25 april 2000    | Anderson Mesa      | LONEOS     |
| 104829 -           | 2000 HX62             | 26 april 2000    | Anderson Mesa      | LONEOS     |
| 104830 -           | 2000 HD63             | 26 april 2000    | Anderson Mesa      | LONEOS     |
| 104831 -           | 2000 HQ63             | 26 april 2000    | Anderson Mesa      | LONEOS     |
| 104832 -           | 2000 HN64             | 26 april 2000    | Anderson Mesa      | LONEOS     |
| 104833 -           | 2000 HH65             | 26 april 2000    | Anderson Mesa      | LONEOS     |
| 104834 -           | 2000 HO67             | 27 april 2000    | Kitt Peak          | Spacewatch |
| 104835 -           | 2000 HQ68             | 28 april 2000    | Kitt Peak          | Spacewatch |
| 104836 -           | 2000 HH70             | 26 april 2000    | Anderson Mesa      | LONEOS     |
| 104837 -           | 2000 HT70             | 26 april 2000    | Anderson Mesa      | LONEOS     |
| 104838 -           | 2000 HY70             | 26 april 2000    | Anderson Mesa      | LONEOS     |
| 104839 -           | 2000 HA71             | 30 april 2000    | Anderson Mesa      | LONEOS     |
| 104840 -           | 2000 HF71             | 24 april 2000    | Anderson Mesa      | LONEOS     |
| 104841 -           | 2000 HK71             | 24 april 2000    | Anderson Mesa      | LONEOS     |
| 104842 -           | 2000 HW71             | 25 april 2000    | Anderson Mesa      | LONEOS     |
| 104843 -           | 2000 HZ71             | 25 april 2000    | Anderson Mesa      | LONEOS     |
| 104844 -           | 2000 HE72             | 25 april 2000    | Anderson Mesa      | LONEOS     |
| 104845 -           | 2000 HZ72             | 27 april 2000    | Anderson Mesa      | LONEOS     |
| 104846 -           | 2000 HH73             | 27 april 2000    | Anderson Mesa      | LONEOS     |
| 104847 -           | 2000 HV73             | 27 april 2000    | Anderson Mesa      | LONEOS     |
| 104848 -           | 2000 HL74             | 30 april 2000    | Haleakala          | NEAT       |
| 104849 -           | 2000 HP74             | 27 april 2000    | Kitt Peak          | Spacewatch |
| 104850 -           | 2000 HS74             | 27 april 2000    | Socorro            | LINEAR     |
| 104851 -           | 2000 HH75             | 27 april 2000    | Socorro            | LINEAR     |
| 104852 -           | 2000 HJ75             | 27 april 2000    | Socorro            | LINEAR     |
| 104853 -           | 2000 HN75             | 27 april 2000    | Socorro            | LINEAR     |
| 104854 -           | 2000 HR75             | 27 april 2000    | Socorro            | LINEAR     |
| 104855 -           | 2000 HK76             | 27 april 2000    | Socorro            | LINEAR     |
| 104856 -           | 2000 HJ77             | 28 april 2000    | Anderson Mesa      | LONEOS     |
| 104857 -           | 2000 HT77             | 28 april 2000    | Socorro            | LINEAR     |
| 104858 -           | 2000 HA78             | 28 april 2000    | Socorro            | LINEAR     |
| 104859 -           | 2000 HU78             | 28 april 2000    | Anderson Mesa      | LONEOS     |
| 104860 -           | 2000 HV78             | 28 april 2000    | Anderson Mesa      | LONEOS     |
| 104861 -           | 2000 HT79             | 28 april 2000    | Anderson Mesa      | LONEOS     |
| 104862 -           | 2000 HV79             | 28 april 2000    | Anderson Mesa      | LONEOS     |
| 104863 -           | 2000 HA82             | 29 april 2000    | Socorro            | LINEAR     |
| 104864 -           | 2000 HF82             | 29 april 2000    | Socorro            | LINEAR     |
| 104865 -           | 2000 HG86             | 30 april 2000    | Anderson Mesa      | LONEOS     |
| 104866 -           | 2000 HM86             | 30 april 2000    | Anderson Mesa      | LONEOS     |
| 104867 -           | 2000 HY86             | 30 april 2000    | Kitt Peak          | Spacewatch |
| 104868 -           | 2000 HP87             | 27 april 2000    | Socorro            | LINEAR     |
| 104869 -           | 2000 HQ89             | 29 april 2000    | Socorro            | LINEAR     |
| 104870 -           | 2000 HV93             | 29 april 2000    | Socorro            | LINEAR     |
| 104871 -           | 2000 HZ96             | 27 april 2000    | Anderson Mesa      | LONEOS     |
| 104872 -           | 2000 HF97             | 27 april 2000    | Socorro            | LINEAR     |
| 104873 -           | 2000 HG97             | 27 april 2000    | Socorro            | LINEAR     |
| 104874 -           | 2000 HH97             | 27 april 2000    | Socorro            | LINEAR     |
| 104875 -           | 2000 HZ97             | 26 april 2000    | Kitt Peak          | Spacewatch |
| 104876 -           | 2000 HH98             | 27 april 2000    | Kitt Peak          | Spacewatch |
| 104877 -           | 2000 HW99             | 27 april 2000    | Anderson Mesa      | LONEOS     |
| 104878 -           | 2000 HL100            | 24 april 2000    | Anderson Mesa      | LONEOS     |
| 104879 -           | 2000 HS100            | 25 april 2000    | Kitt Peak          | Spacewatch |
| 104880 -           | 2000 HK102            | 26 april 2000    | Anderson Mesa      | LONEOS     |
| 104881 -           | 2000 HJ103            | 27 april 2000    | Anderson Mesa      | LONEOS     |
| 104882 -           | 2000 HK103            | 27 april 2000    | Anderson Mesa      | LONEOS     |
| 104883 -           | 2000 HT103            | 27 april 2000    | Anderson Mesa      | LONEOS     |
| 104884 -           | 2000 HU103            | 27 april 2000    | Anderson Mesa      | LONEOS     |
| 104885 -           | 2000 HW103            | 27 april 2000    | Anderson Mesa      | LONEOS     |
| 104886 -           | 2000 JS               | 1 mei 2000       | Socorro            | LINEAR     |
| 104887 -           | 2000 JH1              | 2 mei 2000       | Socorro            | LINEAR     |
| 104888 -           | 2000 JL1              | 1 mei 2000       | Socorro            | LINEAR     |
| 104889 -           | 2000 JQ1              | 1 mei 2000       | Socorro            | LINEAR     |
| 104890 -           | 2000 JT1              | 1 mei 2000       | Socorro            | LINEAR     |
| 104891 -           | 2000 JA2              | 2 mei 2000       | Socorro            | LINEAR     |
| 104892 -           | 2000 JB2              | 2 mei 2000       | Socorro            | LINEAR     |
| 104893 -           | 2000 JO2              | 3 mei 2000       | Socorro            | LINEAR     |
| 104894 -           | 2000 JL3              | 3 mei 2000       | Socorro            | LINEAR     |
| 104895 -           | 2000 JU4              | 2 mei 2000       | Kitt Peak          | Spacewatch |
| (104896) Schwanden | 2000 JL5              | 2 mei 2000       | Drebach            | Drebach    |
| 104897 -           | 2000 JP5              | 5 mei 2000       | Farpoint           | Farpoint   |
| 104898 -           | 2000 JX5              | 2 mei 2000       | Socorro            | LINEAR     |
| 104899 -           | 2000 JS6              | 4 mei 2000       | Socorro            | LINEAR     |
| 104900 -           | 2000 JL7              | 1 mei 2000       | Kitt Peak          | Spacewatch |